# Deolane Bezerra
Deolane Bezerra Santos (Vitória de Santo Antão, 1 de novembro de 1987) é uma advogada, influenciadora, personalidade de televisão e ex-cantora brasileira. Tornou-se conhecida após a morte de seu marido, MC Kevin, que morreu após cair da varanda de um hotel no Rio de Janeiro em 2021. Ganhou uma ampla notoriedade após ser presa preventivamente na operação Integration, contra jogos de azar e lavagem de dinheiro, da Polícia Civil de Pernambuco no dia 4 de setembro de 2024.

## Biografia
Filha da influenciadora Solange Bezerra, nasceu no dia 1 de novembro de 1987 em Vitória de Santo Antão, no Pernambuco. Ela tem duas irmãs, Dayanne Bezerra e Daniele Bezerra. Foi abandonada pelo pai aos dois anos. Durante a infância, sua família se mudou para São Paulo. Com apenas 16 anos, adotou seu primeiro filho, Gilliard, adoção oficializada apenas em 2022. Teve seu segundo filho, o primeiro biológico, Kayky, durante o primeiro ano da graduação em Direito, curso este concluído em 2010, na Universidade Cidade de São Paulo, durante um relacionamento de 2 anos. Teve sua terceira filha, Valentina, durante seu segundo relacionamento que durou 8 anos.
Obteve registro na Ordem dos Advogados do Brasil em 25 de abril de 2014, e se especializou em direito penal na Universidade Federal de Pernambuco.
Conheceu MC Kevin em uma balada, passando a ter um relacionamento com ele durante a pandemia de COVID-19, em 2020.

## Fama
Sua fama começou após o início do relacionamento com o cantor MC Kevin, frequentemente aparecendo nos "tabloides" e notícias de celebridades por ser a namorada do funkeiro. O relacionamento foi conturbado e midiático, ocorrendo diversos términos, farpas e trocas de acusações em redes sociais, como ser publicamente xingada de puta, e em um caso emblemático, após polêmicas públicas, terem reatado no hospital após um acidente de carro, ocorrido após ele ser visto transtornado tentando acessar o camarote da advogada e posteriormente, batido com o carro no portão do condomínio dela. Em fevereiro de 2021 ocorreu novo término, e em maio se casaram em uma praia em Tulum, México. O casamento foi simbólico e não chegou a ser oficializado. Pouco depois do casamento, no dia 16 de maio de 2021 Kevin faleceu de forma suspeita após cair do quinto andar do Hotel Brisa Barra, na Barra da Tijuca, Rio de Janeiro. Na época foi levantada a hipótese de que a queda foi uma tentativa do cantor de evitar ser flagrado por Deolane com a prostituta Bianca Dominguez, que estava no quarto com o cantor após consumo de entorpecentes. Na delegacia, durante depoimento, a advogada agrediu a prostituta que estava com Kevin no dia da morte. Após todo o acontecido, passou a ganhar milhões de seguidores nas redes sociais.
Em setembro de 2021 teve o perfil banido do Instagram por uma semana após confrontar a Ordem dos Advogados do Brasil por instituir uma regra proibindo profissionais da advocacia de ostentarem nas redes sociais. Em dezembro, acabou sendo novamente suspensa da rede social.

### Carreira musical
Também em 2021, tentou carreira musical e chegou a lançar 3 singles, mas acabou desistindo da carreira.

### A Fazenda 14
Deolane participou do programa de televisão A Fazenda 14, da Record, em 2022. Durante sua participação no reality show a advogada se envolveu em várias polêmicas, incluindo acusações de violência psicológica e ameaças de agressão física contra outros participantes. Um dos episódios mais comentados envolveu Thomaz Costa, que sofreu uma crise de ansiedade e tentou automutilação após conflitos com Deolane. Ela foi acusada de falta de empatia e violência psicológica, o que gerou revolta nas redes sociais, levando à comparação com a situação ocorrida com Karol Conká. Também houve diversas alegações de que Deolane ameaçou a integridade física de colegas de confinamento, incluindo Deborah Albuquerque e Shayan Haghbin. Em um momento, Deborah acusou Deolane de agressão física após um confronto durante o programa.
Esses comportamentos levaram à indignação de parte do público e de outros participantes, com destaque para Bárbara Borges, que denunciou as ameaças. A advogada sugeriu que, mesmo após o fim do reality, não se sentiria intimidada em continuar com as agressões, o que gerou mais críticas sobre seu comportamento dentro do confinamento.
Durante o programa, as irmãs Dayanne e Daniele Bezerra tentaram tirá-la do reality após a mãe da participante ser hospitalizada. Elas se mobilizaram em suas redes sociais e foram até a sede do programa, acusando a produção de cárcere privado por não permitir que Deolane Bezerra fosse informada sobre a condição de saúde de sua mãe. Durante a vigília, os familiares soltaram fogos de artifício para chamar a atenção. Após a polêmica, a produção do programa informou o estado de saúde da mãe para a influenciadora, que desistiu de continuar no reality.

### Negócios
Durante sua participação no reality a ex-fazenda lançou uma marca de cosméticos, chamada "Deo Beauty".

### Luta judicial contra o Google pelo termo "bafuda"
Em 2023, a advogada entrou com uma ação judicial contra o motor de buscas Google para remover a associação de seu nome ao termo "bafuda", que ganhou notoriedade durante sua participação no reality show A Fazenda 14. O apelido foi dado por uma colega de confinamento, Deborah Albuquerque, e rapidamente viralizou nas redes sociais, continuando a ser utilizado mesmo após o término do programa.
Na ação, Deolane alegou que o termo estava prejudicando sua imagem e causando-lhe constrangimento. Deolane teve o pedido liminar indeferido em primeira instância. A tentativa de remover a associação, como resultado do efeito Streisand, resultou no aumento de 4250% nas buscas pelo termo no mês seguinte.
Na sentença, conseguiu o deferimento de decisão para que o Google não mais vinculasse o termo a ela, mas acabou perdendo o processo e teve o pedido de danos morais indeferidos após recursos da gigante de buscas.

### Procedimento estético na filha de 6 anos
Em março de 2023, Deolane Bezerra foi alvo de críticas nas redes sociais após permitir que sua filha, Valentina, com seis anos, passasse por um procedimento estético chamado otomodelação avançada, cujo objetivo é corrigir a aparência das orelhas. Deolane explicou que a autoestima da filha estava abalada, pois Valentina se sentia incomodada com suas orelhas e as escondia com o cabelo. O procedimento foi minimamente invasivo e realizado em cerca de 40 minutos, sem dor, com custo médio de sete mil reais.
A decisão gerou controvérsias, com muitos criticando a exposição de uma criança a procedimentos estéticos. Comentários nas redes sociais questionaram se uma criança dessa idade poderia sentir incômodo com a aparência ou se a pressão vinha da mãe. No entanto, Deolane também recebeu apoio de seguidores que defenderam a atitude, ressaltando a importância de cuidar da autoestima das crianças e lembrando que muitos sofrem bullying por questões físicas.

### Jogos de azar
Em junho de 2024, Deolane Bezerra gerou controvérsia ao compartilhar um vídeo jogando o Jogo do Tigrinho em uma geladeira de luxo avaliada em 30 mil reais. O jogo, que faz parte de um cassino online, é considerado ilegal no Brasil conforme a Lei de Contravenções Penais. A postagem rapidamente viralizou, gerando críticas nas redes sociais, com muitos usuários acusando Deolane de promover jogos de azar e iludir seus seguidores. A repercussão foi imediata, com internautas condenando a atitude da influenciadora. Além das críticas, Deolane passou a ser investigada pela Polícia Federal no contexto da operação "Truque de Mestre", que prendeu dezenas de pessoas ligadas à promoção de jogos de azar nas redes sociais. Sua irmã, Dayanne Bezerra, também foi implicada na investigação, assim como outros influenciadores digitais.

## Investigações e prisão
Em julho de 2022 sofreu um mandado de busca e apreensão após determinação do Ministério Público por suspeita de associação criminosa e lavagem de dinheiro.
Em fevereiro de 2024 começou a ser investigada pela Polícia Civil do Estado do Rio de Janeiro por suspeita de ter envolvimento com facções criminosas, já tendo sido acusada de advogar para o Primeiro Comando da Capital (PCC).
Em setembro de 2024, a influenciadora foi presa durante a operação "Integration", conduzida pela Polícia Civil de Pernambuco, que investiga uma organização criminosa envolvida em lavagem de dinheiro e jogos ilegais. Além de Deolane, sua mãe, Solange Bezerra, também foi detida, e outros 17 mandados de prisão foram cumpridos em diferentes estados. A operação resultou no bloqueio de bens, incluindo carros de luxo, imóveis e aeronaves, e no bloqueio de ativos financeiros no valor de 2,1 bilhões de reais. A mãe da influenciadora também foi presa e está sendo investigada por envolvimento com o tráfico de drogas.
A investigação revelou movimentações financeiras suspeitas em contas ligadas à família Bezerra, incluindo transferências de grandes quantias para a conta de Kayky Bezerra, filho de Deolane. Solange Bezerra, mãe da influencer, foi acusada de realizar essas transações, levantando suspeitas de que a conta era usada para lavar dinheiro.
A advogada chegou a ser solta por meio de um habeas corpus por ter uma filha menor de doze anos, mas acabou sendo detida novamente ao descumprir as determinações cautelares condicionais da soltura.
Mesmo sob investigação, a influenciadora digital e advogada continuou negando qualquer irregularidade. Sua defesa alegou perseguição e abuso de autoridade nas ações contra ela e sua família.
Na noite do dia 23 de setembro de 2024, o Tribunal de Justiça de Pernambuco (TJPE) ordenou a soltura de 17 suspeitos presos, incluindo Deolane, sua mãe Solange, e o dono da Esportes da Sorte, Darwin Henrique da Silva Filho, no âmbito da Operação Integration. Na tarde do dia seguinte, Deolane deixou a Colônia Penal Feminina de Buíque, no Agreste de Pernambuco, onde estava presa desde 10 de setembro. Na tarde do dia 25 do mesmo mês, Deolane chegou à capital do estado de São Paulo. Após as prisões, um vídeo com Deolane afirmando defender bandidos voltou a circular nas redes sociais, e bolsonaristas começaram a vincular seu apoio a Lula ao fato.
Em 8 de outubro, a CPI da Manipulação de Resultados no Futebol do Senado Federal, popularmente chamada de CPI das Bets ou CPI das Apostas, convocou Deolane Bezerra para prestar depoimento. Deolane apresentou um habeas corpus ao STF para garantir seus direitos constitucionais.
Em 29 de outubro, Deolane foi dispensada de depor à CPI no Senado Federal do Brasil pelo ministro do Supremo Tribunal Federal (STF), André Mendonça, mas a comissão aprovou um pedido de quebra dos sigilos fiscal e bancário da influenciadora.
Em 9 de abril de 2025, o ministro do STF, André Mendonça, decidiu que a influenciadora Deolane Bezerra não é obrigada a comparecer à CPI das Bets, marcada para ouvi-la no dia seguinte. Na noite do mesmo dia, Deolane informou nas redes sociais que não vai comparecer à CPI das Bets.

## Filmografia

### Televisão
| Ano  | Título    | Papel/Pos.              | Temporada     |
| ---- | --------- | ----------------------- | ------------- |
| 2022 | A Fazenda | Participante (8º lugar) | 14ª Temporada |

## Discografia

### Singles
| Ano  | Título           |
| ---- | ---------------- |
| 2021 | Meu Menino       |
| 2021 | Quem Paga Sou Eu |
| 2022 | A Chefe          |